# هونج جونغ-نام
هونج جونغ-نام (هانغل: 홍정남) هو لاعب كرة قدم كوري جنوبي في مركز حراسة المرمى، ولد في 21 مايو 1988 في كوريا الجنوبية. لعب مع جونبك هيونداي موتورز.

## وصلات خارجية
- هونج جونغ-نام على موقع الاتحاد الدولي (مؤرشف)  (الإنجليزية)
- هونج جونغ-نام على موقع دوري كوريا الجنوبية (الإنجليزية)
- هونج جونغ-نام على موقع قاعدة بيانات كرة القدم.إي يو (الإنجليزية)
- هونج جونغ-نام على موقع Soccerway.com (الإنجليزية)
- هونج جونغ-نام على موقع عالم كرة القدم.نت (الإنجليزية)